# Christian Henze

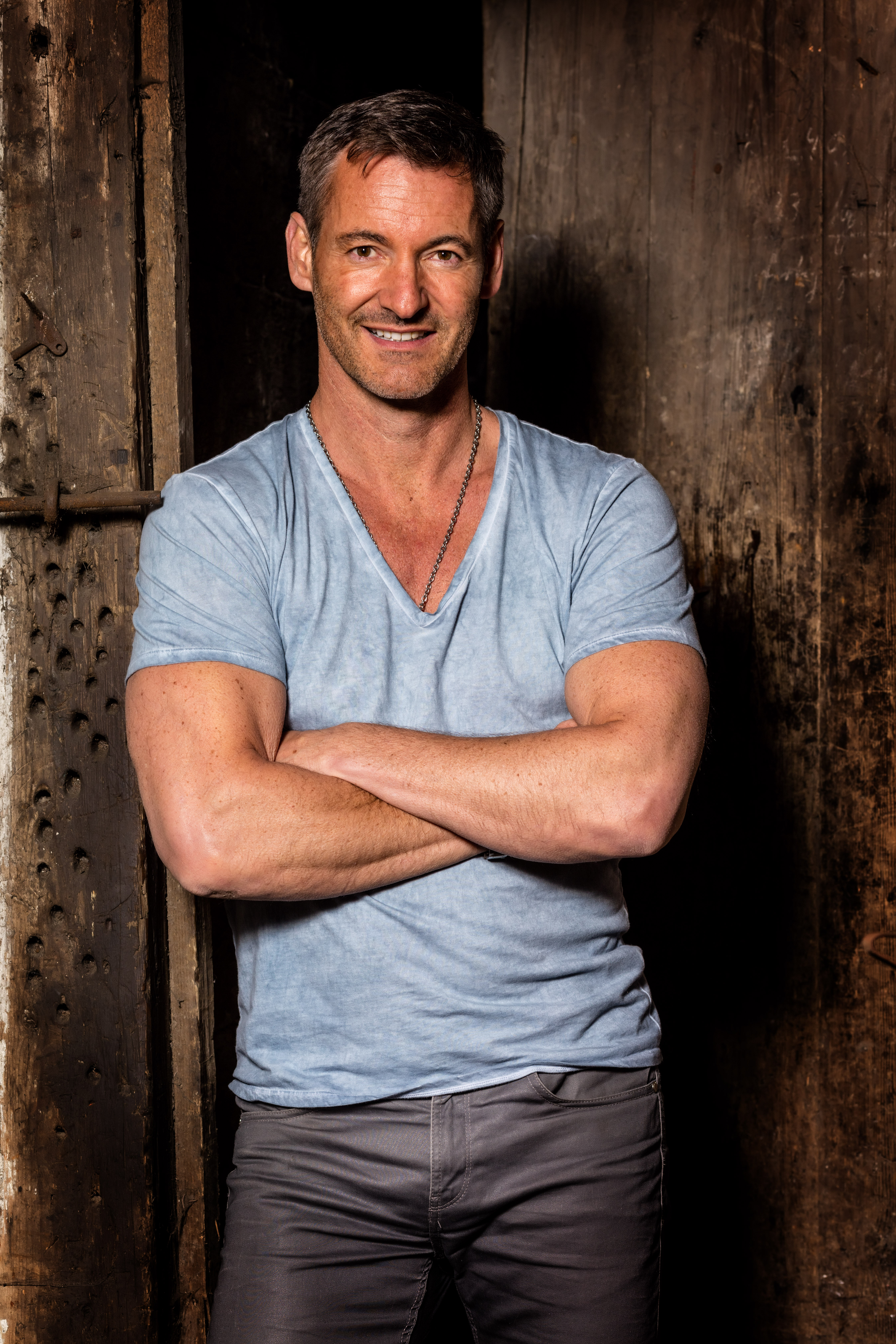
Christian Henze, 2016

Christian Henze (* 27. Juni 1968 in Füssen) ist ein deutscher Koch, Fernsehkoch und Kochbuch-Autor.

## Beruflicher Werdegang
Henze begann 1985 eine Kochlehre im Hotel Lisl in Hohenschwangau. Danach arbeitete er ein Jahr im Hotel Schlosswirtschaft in Illereichen, bevor er 1990 zweiter Küchenchef im Agnes Amberg in Zürich wurde. Danach arbeitete er bei Eckart Witzigmann, dem „Koch des Jahrhunderts“, und war dann zwei Jahre Privatkoch von Gunter Sachs.

## Unternehmerische Tätigkeiten

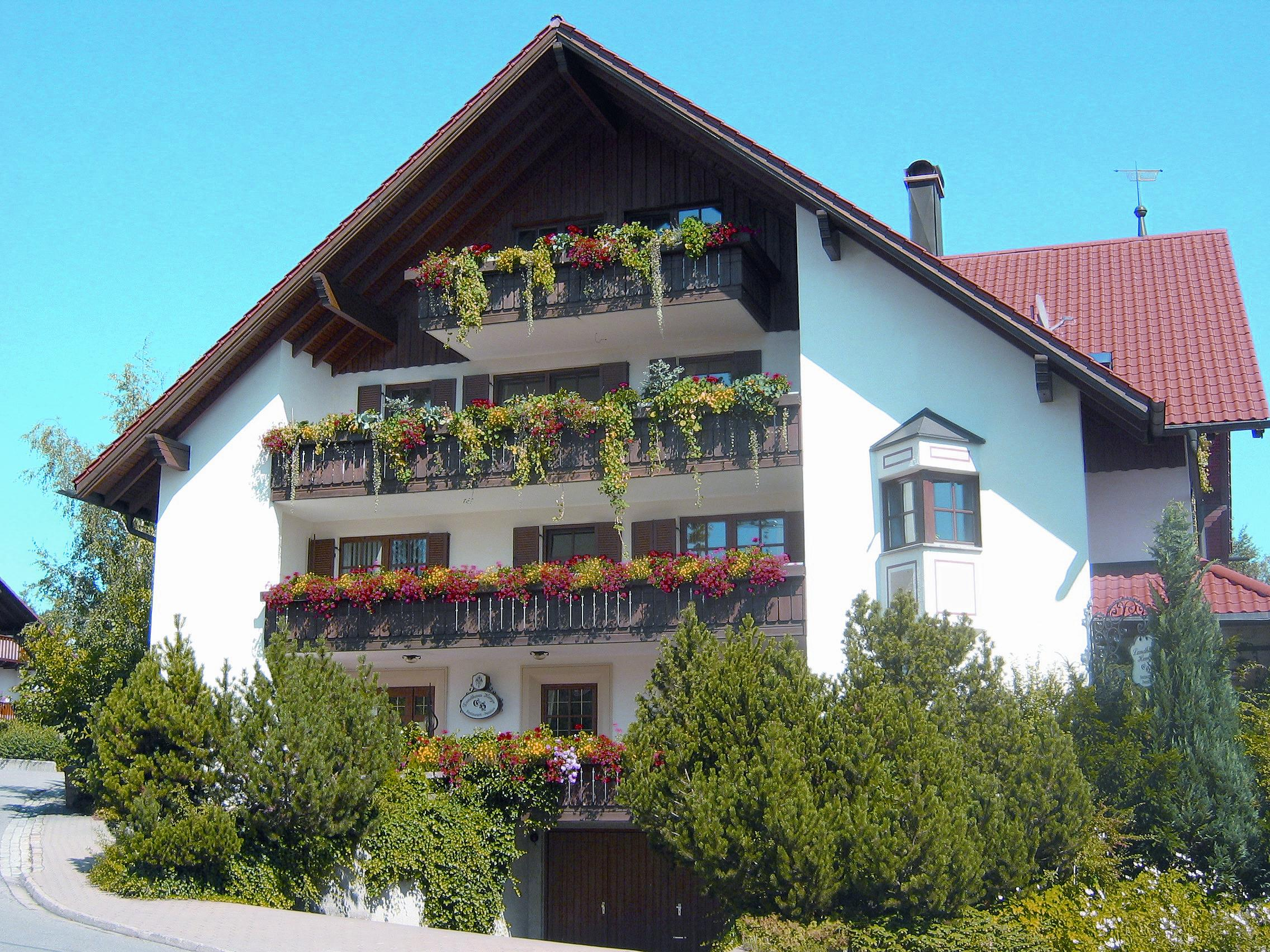
Das ehemalige Landhaus Henze, 2006

Im Juni 1995 eröffnete er sein erstes Restaurant, das Landhaus Henze in Probstried bei Kempten, dem 1999 ein Michelinstern verliehen wurde und das im Mai 2009 schloss.
Im September 2004 eröffnete er die „Christian-Henze-Kochschule“, die 2009 von der Eurotoques-Stiftung mit dem Cooking Together Award ausgezeichnet wurde. „Inzwischen ist sie eine der größten in Deutschland und hat pro Jahr ca. 10.000 Besucher.“ Neben seiner Kochschule betreibt er einen Online-Versandhandel mit eigenen Produkten und Kochbüchern.
Henze war als Werbekoch beim Lebensmittelhändler Netto Marken-Discount engagiert und drehte dort für seine von Netto vertriebene Marke PremiumN Kochfilme.
Kritik erntete der Fernsehkoch Ende 2011 mit seinen Plänen für das Künstlerhaus Kempten; er wollte aus dem kulturellen Treffpunkt einen „modernen Gastronomiebetrieb“ machen und das Bauwerk erwerben, um das Gebäude zu sanieren. Die Pläne stießen bei Bürgern auf Gegenwehr.

## Auszeichnungen
Im September 1999 erhielt Henze die Silbermedaille der gastronomischen Akademie Deutschlands für sein erstes Kochbuch. Zwei Monate später wurde Christian Henze ein Michelinstern verliehen. 2009 wurde sein Unternehmen mit dem „Cooking Together Award“ als beste Kochschule Deutschlands ausgezeichnet. 2015 erhielt er diese Auszeichnung „Beste Kochschule Deutschlands“ erneut. 2009 gewann er auch den 1. Platz beim „Starcookers Gourmet Award“. Zudem wurde sein Buch „Schlank geht auch anders“ von der Gastronomischen Akademie Deutschland (GAD) in der Kategorie „Gesunde Küche“ als bestes Buch in Deutschland mit der Goldmedaille ausgezeichnet. 

## Medien
Neben Büchern zum Thema Kochen und Lifestyle wurde Christian Henze vor allem durch Fernseh- und Radiosendungen bekannt. Im August 1995 bis 2001 hatte er seine erste eigene Kochsendung beim Radiosender RSA. Danach hatte er mehrere Fernsehauftritte bei den Sendern VOX (Die Kocharena), ZDF, ProSieben, RTL, RTL II. Seit April 2004 hat er seine eigene Kochsendung bei MDR um 4 im MDR. Zudem ist er regelmäßig bei Kabel eins Abenteuer Leben unter der Rubrik „Frag den Henze“ zu sehen. Im Januar 2024 war er bei Sat.1 „Kühlschrank öffne dich“ zu sehen und auf Kabel 1 als Host bei „Mein Lokal – dein Lokal“. Seit Februar 2025 ist er fast jeden Freitag beim MIMAkocht der Sendung ARD-Mittagsmagazin als Spitzenkoch zu sehen, zuvor war er bis Dezember 2024 im ARD-Buffet tätig.

## Publikationen
- Feierabend Blitzrezepte - Gönn dir was! Becker Joest Volk Verlag, Hilden 2023, ISBN 978-3-95453-332-9.
- Einfach in die Pfanne! Becker Joest Volk Verlag, Hilden 2023, ISBN 978-3-95453-293-3.
- Feierabend-Blitzrezepte veggie. Becker Joest Volk Verlag, Hilden 2022, ISBN 978-3-95453-264-3.
- PUR - Gemüse. Becker Joest Volk Verlag, Hilden 2022, ISBN 978-3-95453-238-4.
- Das Leben ist köstlich…von süß war nie die Rede. Südwest Verlag, Hilden 2021, ISBN 978-3-517-10097-5.
- Feierabend-Blitzrezepte Express. Becker Joest Volk Verlag, Hilden 2021, ISBN 978-3-95453-227-8.
- So kocht man heute! Genial einfach – einfach genial. Christian Verlag, Hilden 2021, ISBN 978-3-95961-554-9.
- Schnell, einfach, italienisch. Südwest Verlag, Hilden 2021, ISBN 978-3-517-10075-3.
- Schlank geht auch anders. Becker Joest Volk Verlag, Hilden 2020, ISBN 978-3-95453-188-2.
- Mein Allgäu-Kochbuch. Becker Joest Volk Verlag, Hilden 2020, ISBN 978-3-95453-190-5.
- Feierabend Blitzrezepte. Becker Joest Volk Verlag, Hilden 2019, ISBN 978-3-95453-162-2.
- Lauf dich fit! Das Kochbuch. Becker Joest Volk Verlag, Hilden 2019, ISBN 978-3-95453-165-3.
- So kocht man heute – Die große Kochschule. Christian Verlag, München 2017, ISBN 978-3-95961-113-8.
- Make My Day – Das Henze Prinzip. Fackelträger Verlag, Köln 2017, ISBN 978-3-7716-4685-1.
- Keine Angst, ich will nur kochen!. Südwest Verlag, München 2015, ISBN 978-3-517-09420-5.
- A Tavola!. Südwest Verlag, München 2015, ISBN 978-3-517-09319-2.
- Schnell, einfach, ehrlich!. Südwest Verlag, München 2013, ISBN 978-3-517-08851-8.
- Ich koch einfach. Lieblingsrezepte mit regionalen Produkten Südwest Verlag, München 2011, ISBN 978-3-517-08708-5.
- Ich koch' einfach!. Südwest Verlag, München 2011, ISBN 978-3-517-08708-5.
- Von Hier. Geschichten und Rezepten. Mit Rezeptempfehlungen von Christian Henze. Lebensmittelkette Feneberg, Kempten 2011.
- enjoy your life. kochen, essen, genießen. Kosmos, Stuttgart 2009, ISBN 978-3-440-11746-0.
- Das Handbuch der Kräuter und Gewürzküche. ClubPremiere, 2008.
- Iss Was II. Meine neuen Rezepte aus der Fernsehküche. Kosmos, Stuttgart 2008, ISBN 978-3-440-11314-1.
- Einfach sauguat. Hobbykochwettbewerb. Allgäuer Zeitungsverlag GmbH, Kempten 2008, ISBN 978-3-88006-268-9.
- Christian Henze. Mediterrane Spezialitäten. Audio CD. Just GmbH, Leipzig 2007, ISBN 978-3-939580-11-9.
- Iss Was I. Meine besten Rezepte aus der Fernsehküche. Kosmos, Stuttgart 2006, ISBN 978-3-440-10732-4.
- Kochen für Kinder. Einfach, lecker und gesund. Kosmos, Stuttgart 2005, ISBN 978-3-440-11483-4.
- Toast Hawaii & Co. Das Retrokochbuch. Umschau Verlag, Neustadt 2004, ISBN 3-86528-213-X.
- Jahreszeiten-Kochbuch. Kosmos, Stuttgart 2005, ISBN 3-440-10428-1.
- Spice it up VGS, Köln 2003, ISBN 3-8025-1530-7.
- Italienisch unglaublich einfach. Gräfe und Unzer, München 2001, ISBN 3-7742-2710-1.
- Einfach asiatisch. Gräfe und Unzer, München 2000, ISBN 3-7742-1732-7.
- Bayerische Schmankerl a la Ludwig II. Augustus Verlag, 2000, ISBN 978-3-8043-6037-2.
- Bergsommerbilder. Tobias Dannheimer Verlag, Kempten 2000.
- Einfach gut kochen. Gräfe und Unzer, München 1998 (Neuauflage 2001), ISBN 3-7742-3391-8.